# Эймунд
Эймунд Рингссон (или Хрингссон, годы жизни неизвестны, умер, скорее всего, до 1028 года) — норвежский конунг, потомок первого короля Норвегии Харальда Прекрасноволосого, главный персонаж «Эймундовой саги». Командовал наемной дружиной на службе князя Ярослава Мудрого, участвовал в междоусобных войнах 1015—1019 и 1020—1026 годов. С именем Эймунда связано появление альтернативного взгляда на события 1015 года — убийства князей Бориса и Глеба, «Сага» позволила обвинить в этих убийствах не Святополка, а Ярослава.

## Ранние годы
Эймунд родился в Оппланне, а точнее, в Рингерике, где правил его отец Хринг Дагссон (или Ринг) — потомок Харальда Прекрасноволосого (отец Хринга Даг был сыном Хринга Харальдсона) из династии Хорфагеров. Таким образом, в Эймунде текла королевская кровь. Скорее всего, Эйммунд родился в начале 990х годов, так как он был по возрасту примерным ровесником Олафа Святого, который родился в 995 году. Конунг Эймунд имел двух братьев: старшего Хрёрека и младшего, Дага Хрингссона, который также войдет в историю в 1030 году, когда поддержит Олафа II Святого в битве при Стикластадире. Сага говорит, что Эймунд был побратимом Олафа Святого и воспитывался с ним вместе. В 1015 году Олаф II захватил власть в Норвегии и стал ликвидировать оппозицию конунгов — местных правителей. Среди изгнанных оказались отец и братья Эймунда, один из которых, Хрёрек, был ослеплен, а затем отправлен в Гренландию.
Когда Эймунд узнал о случившемся, он отреагировал очень спокойно, пожелав своему побратиму доброго правления, но не пожелал встретиться с ним, а отправился на Русь, где только что умер великий князь Владимир Святославич.

## На Руси

### Междоусобица 1015—1019 гг.
Эймунд и его друг Рагнар Агнарссон, приходившийся конунгу троюродным дядей, собрав большой отряд, отправились в Новгород (Хольмгард) к конунгу Ярицлейфу (Ярославу Мудрому). В саге утверждается, что к этому моменту Ярослав уже был женат на Ингигерд, дочери Олафа Шётсконунга (впрочем, есть версия, что Ингигерд прибыла в Новгород в 1017 или 1019 году).
В Новгороде Ярослав заключил с Эймундом договор найма на один год, по которому Эймунд и его дружинники получили дома для проживания и довольно большую оплату, которую Ярослав сначала не хотел платить «варягам», но вынужден был уступить, не имея в своем распоряжении большой дружины. В это время Ярослав получает письмо от «конунга Бурицлава», в котором тот требует у Ярослава отдать ему несколько городов и торгов на территории Новгородского княжества. Ярослав спрашивает совета у Эймунда, не желая воевать с братом, но тот советует Ярославу, чтобы князь написал «Бурицлаву», что сумеет защитить землю при необходимости силой 600 дружинников Эймунда.
Таким образом, началась война Ярослава и Бурицлава. Эймунд и его люди напали на лагерь Бурицлава на реке Альте (где позже будет ранен и Святополк). Люди Эймунда сорвали шатер, где находился Бурицлав, и убили его. При этом всё, кроме непосредственного описания убийства (нахождение князя в шатре, срыв шатра), соответствует описанию смерти князя Бориса Владимировича в «Сказании о Борисе и Глебе». Есть также версия, что в сагу была сделана вставка, так как конунг «Бурицлав» погибает в саге дважды, причём гибель Бурицлава в шатре напоминает смерть Бориса, а ранение и бегство князя (который, возможно, затем погиб) Бурицлава из битвы, напоминает момент с ранением Святополка на Альте. Так что, возможно, сага описывает и гибель Бориса и гибель Святополка. В итоге Ярослав стал и Новгородским и Киевским князем.

### Ярослав как заказчик убийства Бориса и Глеба — версия «Эймундовой саги»
Среди историков давно идет спор, кого же нужно подразумевать под именем «конунга Бурицлава». Многие считают, что таким образом в Саге представлен Святополк Окаянный, а несозвучность имени объясняется тем, что Сага ставит союзника и тестя Святополка, короля Польши Болеслава главнее самого Святополка и, таким образом, путает их. Притом сторонники такого отождествления игнорируют сообщение современника событий Титмара Мерзебургского: «После этого дни короля [Владимира] истекли он умер, оставив наследство двум свои сыновьям, третий сын, тогда находился в тюрьме, откуда позже, улизнув, бежал к тестю [Болеславу], в тюрьме, правда, осталась его жена» VII,73. Из других сообщений Титмара видно, что этот третий сын и есть Святополк.
Но ряд современных историков полагают, что имя Бурицлава более созвучно имени ростовского князя Бориса. Это можно объяснить тем, что Борис был любимым сыном Владимира Святого, который неоднократно обещал Борису Киевское княжение, к тому же Бориса поддерживала дружина Владимира.
Во-вторых, незадолго до смерти Владимира Святополк и его польская жена были посажены в тюрьму и, по мнению некоторых историков Святополк не сразу вокняжился в Киеве после смерти приемного отца, а до этого киевляне поддерживали именно Бориса, следовательно, главным противником Ярослава в борьбе за Киев был именно Борис.
К тому же, для Святополка было странным самому начинать войну с братьями: он держал Киев по праву старшинства, он мог его только оборонять от врагов, а атаковать первому не было смысла, так как противодействие оказалось бы сильнее. Наконец, часть историков и источниковедов (начиная с С. М. Соловьева) считают, что сказание об убиении Бориса и Глеба было вставлено в Повесть Временных лет после её написания, в связи с чем появилась гипотеза, что вставка могла быть произведена во времена правления Владимира Мономаха, которому было выгодно «очернить» правителя с именем Святополк (двоюродным братом Мономаха был Святополк II).
Версию о Ярославе как организаторе убийства Бурицлава-Бориса поддерживали Н. Н. Ильин, М. Х. Алешковский, А. Поппэ (с которым соглашалась Ф. А. Литвина) и другие.

### Междоусобица 1020—1026 гг.
Сага называет Ярослава не очень щедрым, а иногда и откровенно жадным. Он неоднократно затягивал с уплатой жалования Эймунду, так случилось и после завершения междоусобной войны. Это побудило Эймунда расторгнуть договор с Ярославом и перейти на сторону его племянника (в Саге названного братом) Брячислава Полоцкого (конунга Вартилава). Вскоре между Брячиславом и Ярославом началась война, после того как Ярослав потребовал отдать некоторые города Полоцкого княжества. Во время этой войны Эймунд и Рагнар захватили в плен Ингигерд, стоявшую во главе одного из отрядов. Эймунд убедил её устроить мир между князьями, условия которого историки считают явно фантастическими: Ярослав признаётся великим князем и держит Новгород, Брячислав становится князем в Киеве, а Эймунд — в Полоцке. Во всех древнерусских источниках говорится, что Брячислав остался править в Полоцке и не перебирался в Киев. И даже если принять версию о правлении Брячислава в Киеве, то следов княжения Эймунда и его преемника Рагнара в Полоцке не находится вовсе. При этом в саге утверждается, что Брячислав умер через 3 года после подписания мира. Так как по летописям Брячислав умер в 1044 году, логично предположить, что мир был подписан в 1041 году, но это не соответствует действительности, так как последние отголоски междоусобицы относятся к 1026 году.
Сказано, что Эймунд «не дожил до старости» и умер без наследников, передав всё нажитое по наследству Рагнару, скорее всего, до 1028 года. Эта цифра объясняется тем, что, когда Олаф Святой прибывает на Русь (а это произошло после его изгнания из Норвегии в 1028 году), он, как сказано, был очень дружен со своим родичем Рагнаром, а Эймунд уже не упоминается.

## Эймунд из «Саге об Эймунде» и Эймунд из «Саги об Ингваре Путешественнике»
Часть исследователей склонны проводить параллели между Эймундом сыном Хринга из «Эймундовой саги» и Эймундом сыном Аки из «Саги об Ингваре Путешественнике».

### Теория одного Эймунда
Сравним имеющиеся факты обеих саг:
|                    | «Прядь об Эймунде» | «Сага об Ингваре Путешественнике» |
| ------------------ | --- | --- |
| Происхождение      | Норманн. Сын норвежского конунга Хринга (Hringr konungr), праправнук Харальда Прекрасноволосого (Haraldr hárfagri). Родословная последовательно и напрямую возводиться до Харальда. О матери данных нет. | Свей. Сын шведского хёвдинга Аки (Áki höfðingi). О других прародителях данных нет. Мать — дочь конунга Свитьода Эйрика Победоносного (Eiríkr inn sigrsæli). |
| Семья              | Отец и брат изгнаны королём Норвегии Олафом II Толстым. Другой брат ослеплен им же, а после изгнан. | Отец убит Эйриком Победоносным (Eiríkr inn sigrsæli). Вместо братьев 8 хёвдингов, поддержавших Аки.                                                         |
| Причина странствий | Вернулся на родину после утверждения единовластия, и, не считая возможным ни биться с Олафом ни служить ему, уезжает.                                                                                    | Выросши при дворе Эйрика, и после прихода к власти его сына Олафа Шётконунга, попытался вернуть свои права, потерпел неудачи и был изгнан.                  |
| Об Ингегерде       | Дочь короля Швеции Олафа Шётконунга. Увидев опасность, угрожающую Ярислейфу от Эймунда, пытается убить последнего.                                                                                       | Дочь короля Швеции Олафа Шётконунга. Увидев опасность, угрожающую Олафу от Эймунда, просит отца с ним примириться.                                          |
| В Гардарике        | Служит Ярислейфу и его жене Ингегерде против его брата Бурислафа. Убивает последнего. Переходит на службу к брату Ярислейфа Вартилафу.                                                                   | Служит Ярислейфу и его жене Ингигерде против его брата Бурицлейфа. Бурицлейф пленен и ослеплен. Вартилаф не упомянут.                                       |
| Окончание          | Получает в управление земли в Гардарике. Умирает молодым от болезни. Детей после себя не оставляет. | Возвращается в Свитьод, возвращает свои земли, мирится с Олафом Шётконунгом. Оставляет наследника — Ингвара.                                                |

Почти кажется маловероятным, что два Эймунда, родившись в разных местах, имели бы столь одинаковую судьбу, служили одним и тем же людям, в одном и том же месте и в одно и то же время. Вряд ли их карьера могла бы быть одинакова успешной до мельчайших подробностей, и остаться не подмеченной обоими сочинителями саг.
Плюс в обеих сагах есть второстепенный персонаж — Кетиль, по прозвищу Гарда-Кетиль (Garða-Ketill), названный в «Сага об Ингваре Путешественнике» исландцем (в «Прядь об Эймунде» исландцем назван Бьёрн (Björn)). Мало вероятно, что это одно и то же лицо, так как саги относит деятельность Кетиля к разным периодам времени. А ещё, согласно «Саге об Ингваре», Кетиль, приехав в Исландию, первый рассказал её своим соплеменникам.
Значит это одно и то же лицо?

### Теория вставки
Казалось бы, персонаж один. Правда схожесть начала их жизни представить не сложно, когда в двух соседних странах в одно и то же время происходили сходные политические процессы — централизация власти.
Зато есть существенные отличия в биографиях Эймундов в этих сагах:
|    | «Прядь об Эймунде»         | «Сага об Ингваре Путешественнике»              |
| -- | -------------------------- | ---------------------------------------------- |
| а. | Остается в Гардарике.      | Возвращение в Свитьод.                         |
| б. | Не оставляет потомство.    | Имеет сына Ингвара.                            |
| в. | Не возвращается на родину. | Сын Эймунда и сын Олафа примиряют своих отцов. |

Причем «Сага об Ингваре Путешественнике» подробно в деталях описывает то, что происходило с Эймундом до изгнания и то, как сыновья мирили своих отцов по возвращении Эймунда на родину. А вот время пребывания его в Гардарики изложено в нескольких предложениях, без каких бы то ни было подробностей.
Наоборот, «Прядь об Эймунде» детально освещает период пребывания Эймунда в Гардарики и его службы конунгам Ярислейфу и Вартилафу. Начало и конец жизни Эймунда в саге затронуты вскользь, без подробностей.
Надо так же учесть то, что такими как мы знаем обе саги они были написаны с устных пересказов в XIII—XIV веках, то есть II—III века спустя, изложенных в них событий. При этом «Прядь об Эймунде» вероятно является сокращением более раннего текста, так же записанного с устной традиции.
В «Саге об Ингваре» есть прямое упоминание автора о имевшемся уже в его время споре о происхождении Ингвара, то есть что Эймунд мог быть не его отец.
Скорее всего, в «Саге об Ингваре Путешественнике» жизнь Эймунда в изгнании была не известна и, так как существенного влияния на задумку саги и на дальнейшие события это оказать не могло, сказ был дополнен известным автору рассказом. Как мы видим из истории Кетиля, саги свободно путешествовали по Скандинавии, и могли быть рассказаны шведам, например, исландцем, то можно предположить знакомство автора «Саги об Ингваре» с «Прядью об Эймунде». А из-за передачи саг в устной традиции, национальность героя, равно как и некоторые нюансы, могли быть искажены временем или намеренно, чтобы польстить шведским слушателям.
Все вышесказанное наталкивает на мысль, что вероятно Эймунд из «Пряди об Эймунде» и Эймунд из «Саги об Ингваре Путешественнике» разные люди.

## Образ Эймунда в кино
- Ярослав Мудрый (1981; СССР) режиссёр Григорий Кохан, в роли Эймунда Лембит Ульфсак.